# Kavabe Hajaó
Kavabe Hajaó (Hirosima, 1995. szeptember 8. –) japán válogatott labdarúgó, a Sanfrecce Hirosima középpályása.

## Pályafutása

### Klubcsapatokban
Kavabe Hajaó a japán Hirosima városában született. Az ifjúsági pályafutását a helyi Sanfrecce Hirosima akadémiájánál kezdte.
2013-ban mutatkozott be a Hirosima felnőtt csapatában. Először a 2014. március 11-ei, Central Coast Mariners elleni AFC Bajnokok Ligája mérkőzésen lépett pályára. Első ligamérkőzése a 2014. május 3-ai, Vissel Kobe elleni volt. Első gólját a 2015. augusztus 1-jei, Fagiano Okajama elleni találkozón szerezte. A 2015-ös szezontól három évig kölcsönjátékosként a Júbilo Ivata csapatában szerepelt. 
2021. július 8-án három éves szerződést kötött a svájci első osztályban szereplő Grasshoppers együttesével.
2022. január 6-án a Wolverhampton Wanderers csapatához szerződött, majd egyből visszatért a Grasshoppershez mint kölcsönjátékos. 2023 júliusában a belga Standard Liège szerződtette. 2024. augusztus 2-án visszatért a Sanfrecce Hirosimához.

### A válogatottban
2021-ben debütált a japán válogatottban. Először a 2021. március 25-ei, Dél-Korea elleni barátságos mérkőzésen lépett pályára. Első válogatott gólját a 2021. június 7-én, a Tádzsik válogatott ellen hazai pályán 4–1-re megnyert VB-selejtezőn szerezte.

## Statisztika

### A válogatottban
| Válogatott | Év       | Pályára lépés | Gól |
| ---------- | -------- | ------------- | --- |
| Japán      | 2021     | 4             | 1   |
| Japán      | 2023     | 2             | 0   |
| Összesen   | Összesen | 6             | 1   |

#### Góljai a válogatottban
| # | Időpont         | Helyszín                              | Ellenfél      | Gólok | Eredmény | Kiírás               |
| - | --------------- | ------------------------------------- | ------------- | ----- | -------- | -------------------- |
| 1 | 2021. június 7. | Panasonic Stadion Suita, Suita, Japán | Tádzsikisztán | 4–1   | 4–1      | 2022-es VB-selejtező |

## Sikerei, díjai
Júbilo Ivata
- J2 League
  - Feljutó (1): 2015

 Sanfrecce Hirosima
- J1 League
  - Bajnok (1): 2013
  - Ezüstérmes (2): 2018, 2024

- Japán Kupa
  - Döntős (1): 2013

- Japán Ligakupa
  - Döntős (1): 2014

- Japán Szuperkupa
  - Győztes (3): 2013, 2014, 2025